# Carychium ibazoricum
Carychium ibazoricum is een slakkensoort uit de familie van de Ellobiidae. De wetenschappelijke naam van de soort is voor het eerst geldig gepubliceerd in 1985 door Bank & E. Gittenberger.